# 伊勒德布雷阿
伊勒德布雷阿（法語：Île-de-Bréhat，法語發音：[il də bʁea]）是法国阿摩尔滨海省的一个市镇，属于圣布里厄区，领土涵盖同名海岛。

## 地理
伊勒德布雷阿（48°50'46"N, 3°0'0"W）面积3.09 平方千米，位于法国布列塔尼大區阿摩尔滨海省，该省份为法国西北部沿海省份，位于布列塔尼半岛北部，北濒大西洋英吉利海峡，西接菲尼斯泰尔省，南至莫尔比昂省，东临伊勒-维莱讷省。
由于伊勒德布雷阿领土为海洋中的一岛屿（外加几座小岛），故不与任何市镇接壤。
伊勒德布雷阿的时区为UTC+01:00、UTC+02:00（夏令时）。

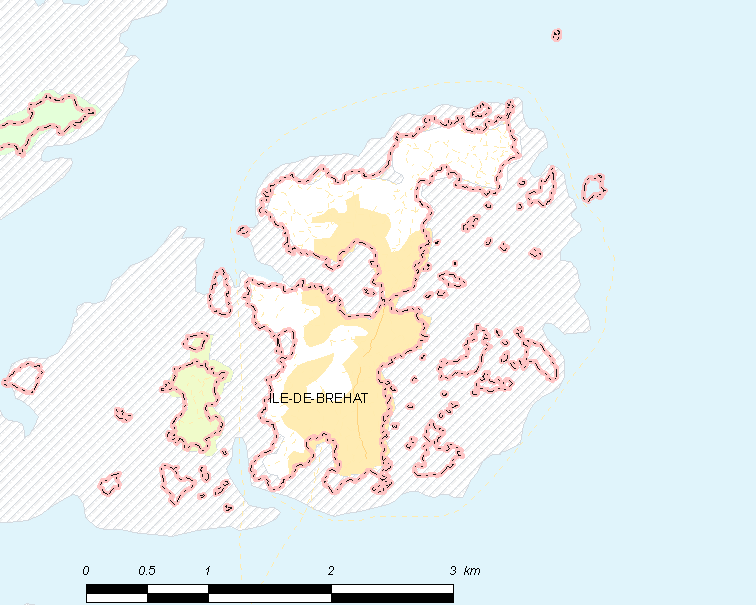
伊勒德布雷阿的OSM定位图

## 行政
伊勒德布雷阿的邮政编码为22870，INSEE市镇编码为22016。

## 政治
伊勒德布雷阿所属的省级选区为潘波勒县。

## 人口

1962-2008年间伊勒德布雷阿人口变化图示

伊勒德布雷阿于2022年1月1日时的人口数量为427人。